# Lamorna
Lamorna – wieś w Anglii, w Kornwalii. Leży 7 km na południe od miasta Penzance i 415 km na południowy zachód od Londynu.